# Índex d'octà
L'índex d'octà és una magnitud que mesura la velocitat de detonació d'un combustible líquid en unes condicions d'anàlisi estàndard. És una mesura de la qualitat del combustible estudiat.
És una propietat essencial en els carburants utilitzats en els motors d'encesa per desenvolupament d'arc voltaic entre els elèctrodes de les bugies i que segueixen un cicle termodinàmic en el qual el seu comportament s'assembla al descrit pel Cicle Otto.
En general, l'eficàcia del motor augmenta amb alts índexs de compressió, però només mentre el combustible utilitzat suporti aquest nivell de compressió sense patir combustió prematura o detonació.
A l'Estat espanyol la normativa que regula la determinació del nombre o índex d'octà és UNE-EN ISO 4264

## Definició
Un carburant té un nombre d'octà igual a X si, en el motor C.F.R. provoca un martelleig equivalent a l'observat per a una barreja de X parts, en volum de isooctà i (100 - X) parts de n-heptà.
El nombre d'octà (N.O.) va ser definit al voltant de 1930. En aquella època, es van triar 2 hidrocarburs purs, coneguts pel seu comportament extrem des del punt de vista de la detonació:
n-heptà, al qual es va assignar convencionalment el valor de N. O. = 0 
isooctà, 2,2,4-trimetilpentà, una isoparafina refractària a la detonació a què es va assignar el (N. O. = 100)
Alguns combustibles (com el GLP, GNL, etanol i metanol, entre d'altres) posseeixen un índex d'octà major de 100. Utilitzar un combustible amb un octanatge superior al que necessita un motor no el perjudica ni el beneficia. Si es té previst que un motor farà servir combustible d'octanatge alt, pot dissenyar-se amb una relació de compressió més alta i millorar el seu rendiment.

## Els índexs d'octà en motors d'explosió
Si un combustible no posseeix l'índex d'octà suficient en motors amb elevades relació de compressió (estan compreses entre 8,5 i 10,5), es produirà el "autoencesa" de la mescla, és a dir, la combustió és massa ràpida i donarà lloc a una detonació prematura en la fase de compressió, que farà que el pistó pateixi un cop brusc i reduirà dràsticament el rendiment del motor, arribant fins i tot a provocar greus avaries. A aquest fenomen també se li coneix entre els mecànics com autoencesa, pistoneig o cascavelleig.
Encara que comercialment es parla d'un sol Nombre d'Octà, les especificacions tècniques dels diferents països inclouen dos valors, que mesuren el comportament de la gasolina per a dues situacions diferents:
R.O.N. Research Octane Number - És el que sol figurar en les estacions de servei. Representa, de manera aproximada, el comportament en ciutat: Baix règim amb nombroses acceleracions
M.O.N. Motor Octane Number - Octanatge provat en un motor estàtic. Intenta reproduir la situació a la carretera, alt règim i conducció regular
Així, per exemple, a l'anomenada "Gasolina Eurosúper 95" se li exigeix: R.O.N. > 95 i M.O.N. > 85
Tots dos es mesuren en el mateix motor de prova, però a diferents variables d'assaig, per simular els dos supòsits.

### R.O.N.
En els motors a gasolina de baixa eficiència es recomana usar gasolines amb baix nivell de octanatge, a causa de la baixa relació de compressió amb la qual operen en els seus cilindres. On es nota molt aquesta relació és en automòbils nous als que, en subministrar gasolina amb baix octanatge, es nota un cascavelleig generat per l'explosió prematura del combustible a la cambra de combustió. A major compressió cal major octanatge perquè sigui eficient l'ús del combustible.

### M.O.N.
La diferència amb el ROM és que es sobrecàrrega més el motor en l'assaig: s'utilitza una barreja preescalfada, el motor més revolucionat i temps d'ignició variables.
Típicament, i depenent de la composició del combustible, el MON d'una gasolina moderna pot estar uns 10 punts per sota del ROM.

### Sensibilitat
S'anomena així a la diferència entre els valors de R.O.N. i M.O.N. És diferent per a cada component de la gasolina comercial, resultant una variable determinant en l'economia de la formulació de gasolines.

## Producció de gasolines
Les gasolines no són un producte directe del refinat del petroli, sinó que es tracta d'una complexa barreja, amb punt d'ebullició comprès entre temperatura ambient i 180 °C. El component principal són hidrocarburs, acompanyat en diferents proporcions per productes oxigenats, aquests últims, amb preferència, d'origen biològic.
Els hidrocarburs presents en el petroli presenten nombre d'octà molt inferiors als requerits per les especificacions de les gasolines comercials. Per aquest motiu és necessari sotmetre'ls a reaccions químiques que incrementin aquesta propietat. Les més tradicionals són:
Nafta d'F.C.C. : Aquest procés converteix components pesats, en particular Gasoil de buit, en diferents hidrocarburs lleugers, dels quals, al voltant del 50% és l'anomenada "Nafta de FCC" apropiada per a ser formulada en la gasolina final.
Isomerització: Les n-parafines lleugeres (C5 a C7) es transformen en i-parafines.
Reformat catalític: Les naftes pesades (C6 a C9) són convertides en aromàtics.
Alquilación: A partir d'i-butà i butè es sintetitza i-octà.
Eterificación: L'i-butè reacciona amb un alcohol inferior, metanol per produir M.T.B.E. i, més freqüent en l'actualitat, bioetanol, generant E.T.B.E. Aquesta reacció també es pot dur a terme amb i-pentenos, abundants en la nafta de FCC i coproducto a les unitats de producció d'olefines; en aquest cas, els èters obtinguts serien T.A.M.E. o T.A.E.T. segons que l'alcohol fos metanol o etanol.
```
 
5Bioetanol. Encara component minoritari en la major part dels països, però amb creixent participació.
```

A partir d'aquests corrents (i altres de menor importància) es realitza la barreja de components (blending, en idioma anglès) d'acord amb una fórmula precisa per tal que el producte resultant compleixi amb les especificacions establertes per la normativa aplicable a cada país : Nombre d'octà, l'estabilitat / seguretat del producte durant el seu transport i / o emmagatzematge, el seu comportament en les condicions de funcionament del motor, etc. sense oblidar altres paràmetres determinants de les emissions al medi ambient,
Per a millor visualitzar la complexitat de la formulació, cal considerar que en una refineria moderna, cap dels corrents individuals anteriorment assenyalades, presenta les especificacions de les gasolines comercials.
Hi programari específic per determinar la millor composició de les formulacions, gasolines o altres productes. És freqüent la inclusió d'aquests processos dins dels programes (Programació Lineal o no lineal) que optimitzen el funcionament complet de la refineria.
Milloradors del número d'octà
Aviat es va descobrir que algunes substàncies, afegides en petites dosis (0,15 / 0,60 g / l) millorava notablement el poder antidetonant. El més emprat ha estat el Tetraetilo de plom (T.E.L. Tetra Ethyl Lead, en llengua anglesa) que incrementa el número d'Octà entre 2 i 4 unitats. S'han utilitzat altres compostos organometàl·lics (naftenatos de manganès, en particular), però sense arribar a l'extensió de l'anterior.
La creixent preocupació per la incidència de l'ús de carburants sobre la salut dels ciutadans, va conduir a la progressiva eliminació d'additius que continguessin metalls; en l'actualitat, estan prohibits en la major part dels països.
Modernament, sense que pugui parlar-se en rigor de "additius" s'incorporen compostos oxigenats: Èters com el Etil Terc Butil Èter (ETBE) i Alcohols com etanol o butanol, que a més de tenir Números de Octà superiors a 110, si són d'origen biològic, contribueixen a la sostenibilitat dels recursos.